# Strike Up the Band
 Strike Up the Band és una pel·lícula musical estatunidenca de Busby Berkeley, estrenada el 1940 i protagonitzada per Mickey Rooney i Judy Garland.
Una cita famosa de la pel·lícula és "Agafa un noi del carrer. Ensenya'l a bufar un corn i mai en bufarà un" dit per Paul Whiteman.
Quan va sortir la versió VHS el 25 de setembre de 2007 per Warner Home Video en un paquet titulat: "The Mickey Rooney & Judy Garland Collection." Aquesta col·lecció incloïa les pel·lícules  Els fills de la faràndula, Babes on Broadway, Girl Crazy, i Strike Up the Band.
Els taglines originals del film van ser: "THEIR SUNNIEST, FUNNIEST, DOWN-TO-MIRTHIEST HIT!; IT BEATS THE BAND!; "Melodious with WHITEMAN'S BAND; i The merriest pair on the screen in a great new musical show!
Segons la pràctica de la MGM, la banda sonora de la pel·lícula es va enregistrar amb so estereofònic però es va estrenar amb so monofònic convencional. Una part de l'enregistrament estèreo original ha sobreviscut i està inclòs en algunes versions de home video, incloent-hi el Mickey Rooney - Judy Garland Collection.

## Argument
Història d'un grup de joves estudiants que formen la seva pròpia orquestra i adquireixen amb ella una notable fama als Estats Units en participar en el programa radiofònic de Paul Whiteman.

## Repartiment
- Mickey Rooney: James 'Jimmy' Connors
- Judy Garland: Mary Holden
- June Preisser: Rosalie Essex
- William Tracy: El jutge John Black
- Larry Nunn: Molly Moran
- Margaret Early: Joe Moran
- Enid Bennett: Sra. Morgan
- Phil Silvers
- Paul Whiteman i la seva orquestra

## Premis i nominacions

### Premis
- Oscar al millor so 1941 per Douglas Shearer

### Nominacions
- Oscar a la millor cançó original per Roger Edens i George Stoll per la cançó "Our Love Affair"
- Oscar a la millor banda sonora per George Stoll i Roger Edens